# Metagonia bellavista
Metagonia bellavista là một loài nhện trong họ Pholcidae. Loài này có ở quần đảo Galapagos.